# Großenpinning
Das Dorf Großenpinning, bis 1870 amtlich Großpinning ist ein Ortsteil der Gemeinde Oberschneiding im niederbayerischen Landkreis Straubing-Bogen. Bis 1978 war es der Hauptort einer selbstständigen Gemeinde im Landkreis Dingolfing-Landau.

## Geographie und Verkehrsanbindung
Großenpinning liegt südöstlich des Kernortes Oberschneiding. Die Bundesstraße 20 und die Kreisstraße SR 7 verlaufen westlich.

## Geschichte

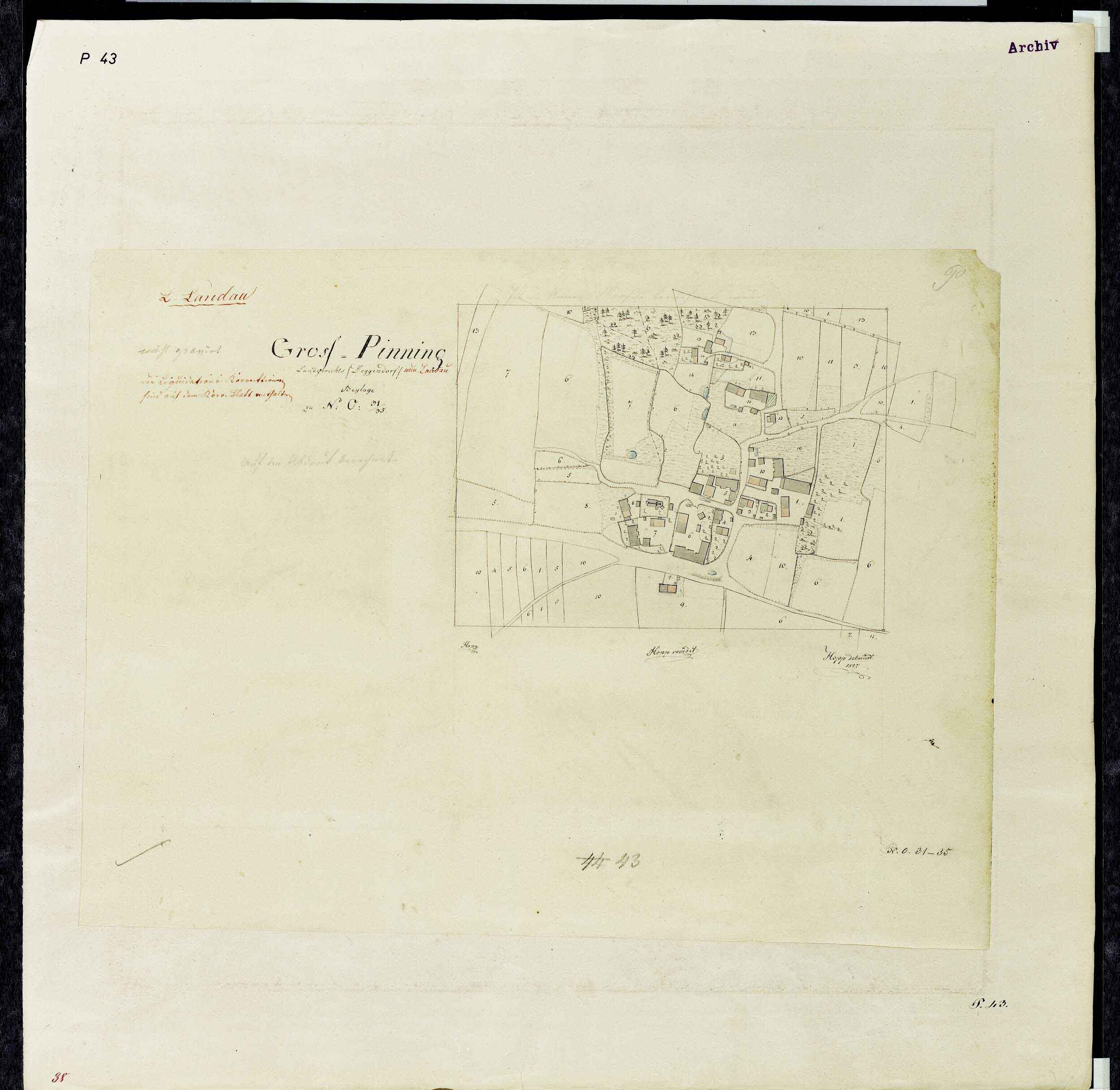
Ortsblatt der Uraufnahme von 1827

Im 2. Herzogsurbar (vor 1300) wird Großenpinning als Pvenin erwähnt. 1474 und in späteren Jahren wird es als Obmannschaft des Landgerichts Deggendorf erwähnt und gehörte darin zum Amt Straßkirchen. Am 27. Februar 1489 erwarb Graf Sebastian I. von Ortenburg hier ein Gut von Hans Puchpeck, dem Pfleger von Leonsberg. Noch 1580 waren die Ortenburger Grafen im Besitz dieses Gutes. 1752 gehörte Großenpinning zum Amt Straßkirchen des Landgerichtes Natternberg und bestand aus neun Anwesen.
1808/1811 wurde der Steuerdistrikt Großenpinning gebildet, der wiederum in die Sektionen I. Großenpinning und II. Paitzkofen aufgeteilt war.

### Ehemalige Gemeinde Großenpinning
Mit dem Gemeindeedikt vom 17. Mai 1818 entstand die Gemeinde Großenpinning. Sie umfasste außer Großenpinning noch die Ortsteile Büchling und Neuhausen. Am 15. Juni 1838 wurde die Gemeinde Großenpinning vom Landgericht Deggendorf an das Landgericht Landau an der Isar abgetreten.
Im Zuge der Gebietsreform in Bayern wurde die im Landkreis Dingolfing-Landau liegende Gemeinde Großenpinning  am 1. Mai 1978 in die Gemeinde Oberschneiding im niederbayerischen Landkreis Straubing-Bogen eingegliedert. Sie umfasste 1964 die Fläche von 845,24 Hektar etwa in der Ausdehnung der heutigen Gemarkung Großenpinning. Sitz und größter Ortsteil der Gemeinde war das gleichnamige Dorf Großenpinning. Zur ehemaligen Gemeinde gehörten außerdem das Dorf Büchling, die Weiler Kleinpinning und Neubüchling, sowie den Einöden Lichthof und Neuhausen.

## Kultur und Sehenswürdigkeiten
In der Liste der Baudenkmäler in Oberschneiding ist für Großenpinning die katholische Kirche Sankt Emmeram und Kassian als Baudenkmal aufgeführt. Die Kirche wurde in der 2. Hälfte des 15. Jahrhunderts errichtet. Die Sakristei stammt aus dem Jahr 1865.
Ein weiteres Baudenkmal steht in Großenpinning 14, ein Wohnhaus aus der 1. Hälfte des 19. Jahrhunderts.
In Großenpinning wurde am 17. März 1960 im Gestüt von Ludwig und Heinrich Berger der berühmte niederbayerische Traber Simmerl († 1982) geboren.

## Vereine
- Freiwillige Feuerwehr Großenpinning

## Persönlichkeiten
- Alfons Huber (* 1944), Klassischer Philologe, Historiker und Stadtheimatpfleger